# Moins que zéro
Moins que Zéro (titre original : Less Than Zero) publié en 1985, est le premier roman de Bret Easton Ellis. À l'époque de sa sortie, l'auteur n'a que vingt-et-un ans.

## Résumé
Ce roman est une tranche de vie de Clay, un jeune et riche étudiant à l’université de Camden dans le New Hampshire qui retourne dans sa ville natale, Los Angeles, pour les vacances d’hiver. Il passe la plupart de ses vacances à se rendre dans des fêtes remplies d'alcool, de drogue et de sexe, s'interroge sur sa relation avec sa petite amie, Blair, n'étant plus très sûr des sentiments qu'il éprouve pour elle. De plus, il a quelques aventures d'une nuit avec d’autres personnes, hommes ou femmes.
Tout au long du livre, d’étranges évènements se produisent et Clay se sent de moins en moins à l’aise avec les gens qui l’entourent : famille, amis de longue date... La décadence, la violence et le non-sens du mode de vie des classes supérieures californiennes lui apparaissent peu à peu, sans que cela soit explicité. Il essaie de connaître les raisons de l’absence de contact avec son ami Julian, ce qui l’amène à découvrir que celui-ci en est venu à se prostituer pour assouvir sa dépendance à la drogue. Il surprend aussi ses amis à regarder un snuff movie, puis plus tard aller observer la décomposition d'un cadavre dans une ruelle, ou encore découvrir qu'une de ses connaissances détient une fille de douze ans comme esclave sexuelle chez lui, attachée nue à un lit et maintenue en état d'hébétude.
Les différentes « scènes » du livre sont entrecoupées de souvenirs et de passages introspectifs, écrits en italique. Clay se remémore dans ces passages les derniers jours qu'il a partagés avec sa grand-mère mourante d'un cancer et de quelques moments partagés avec Blair, sa petite amie.

## Titre
Less Than Zero est le titre du 1er 45 tours de Elvis Costello, qui apparaît comme l'ange tutélaire du livre. Le narrateur, Clay, rappelle en effet à de multiples reprises que le portrait du chanteur est accroché au mur de sa chambre, de sorte que le regard de Costello en balaye la plus grande surface. Less Than Zero de Costello aborde aussi - comme le roman - le thème du vide existentiel. Le rock, de manière générale, est très présent dans l'ouvrage.

## Adaptation
Neige sur Beverly Hills est un film adapté du roman en 1987 par Marek Kanievska. Les acteurs principaux sont Andrew McCarthy, Jami Gertz, Robert Downey Jr. et James Spader. Le film s’attache plus à faire passer un message anti-drogue qu’à montrer le vide de la vie des personnages comme dans le livre.